# Église Saint-Sernin d'Antichan
Pour les articles homonymes, voir Église Saint-Sernin.
L'église Saint-Sernin est une église catholique située à Antichan, dans le département français des Hautes-Pyrénées en France.

## Présentation
L'église est située en Barousse.
Les vitraux datent de 1928, ils ont été fabriqués par l'atelier de Louis-Victor Gesta à Toulouse, ils sont signés par un de ses enfants Henri-Louis-Victor Gesta.
D'après la date inscrite sur les vitraux, la nef, et les fenêtres auraient été restaurées dans les années 1925 - 1930.
Au XXIe siècle, des messes y sont toujours célébrées par l'ensemble paroissial de la Barousse.

## Description

### Extérieur
Un cadran solaire a été peint récemment.

### Intérieur
Une pyxide des malades-chrismatoire en bronze décorée d'anges, de marguerites et de fleurs de lys datant du XIIIe – XIVe siècle est classée est au titre objet des monuments historiques.

#### Partie arrière
À l'entrée de l'église, à gauche, un tableau représente la grotte de Massabielle après les apparitions.

#### Lechœur
Le maître-autel est en bois sculpté avec des peintures imitant le marbre. Sur la façade est représenté le Saint-Esprit.
Le tabernacle est surmonté d'un crucifix et d'un ciborium, ils sont en bois sculpté et doré.
Sur la partie supérieure du tabernacle sont placées six statuettes d'anges, au centre de chaque côté du ciborium sont placées deux statuettes d'évêques (saint Bertrand et saint Saturnin), sur les ailes supérieures est représentée l'Annonciation en deux parties :
- À gauche, Marie est en position de prière, au-dessus d'elle le Saint-Esprit est symbolisé par un oiseau.
- À droite, l'archange Gabriel annonce sa maternité divine.

Sur la partie inférieure du tabernacle sont représentées trois scènes :
- À gauche, la Nativité avec l'adoration des bergers,
- À droite, l'adoration des mages,
- Au centre, sur la porte du réceptacle, la crucifixion de Jésus, avec au-dessus Dieu le Père. De chaque côté du réceptacle sont placées deux colonnettes et une statuette de saint Pierre et saint Paul ?

Au centre de l'abside est placée une statue du Christ en croix.
- Sur la gauche sont placées les statues de Notre-Dame de Lourdes avec sainte Bernadette, et une statuette dorée de saint Joseph.
- Sur la droite sont placées les statues de saint Saturnin, et une statuette dorée de saint Pierre (regardant Jésus-Christ).

#### Chapelle de la Vierge Marie
L'autel et le tabernacle sont en bois sculpté.
- Le tabernacle est orné de décors dorés, sur la porte est représenté un calice et une hostie avec en arrière-plan un soleil. Il est surmonté d'une statuette d'une Vierge à l'Enfant dorée.

- Une statue de l'Immaculé Conception dorée est placée sur un socle au-dessus de l'autel et du tabernacle. À gauche et à droite de la statue sont placées dans un cadre doré les images du Sacré-Cœur de Jésus et du Cœur Immaculé de Marie

- Sur un tableau est représenté saint Saturnin avec sur la droite l'inscription en latin : "Toloza Mission de L . 0 . 9 . 271 par St Saturnin" signifiant en français "Mission de Toulouse de l'année 271 en septembre par St Saturnin". En bas du tableau est inscrit "Chavauty 1861".

- Sur un tissu est brodée la Vierge miraculeuse.
- Sur un vitrail est représenté sainte Anne couronnée avec sa fille Marie couronnée, en bas est inscrit St Anne d'Auray relatif au sanctuaire de Sainte-Anne d'Auray.

## Galerie

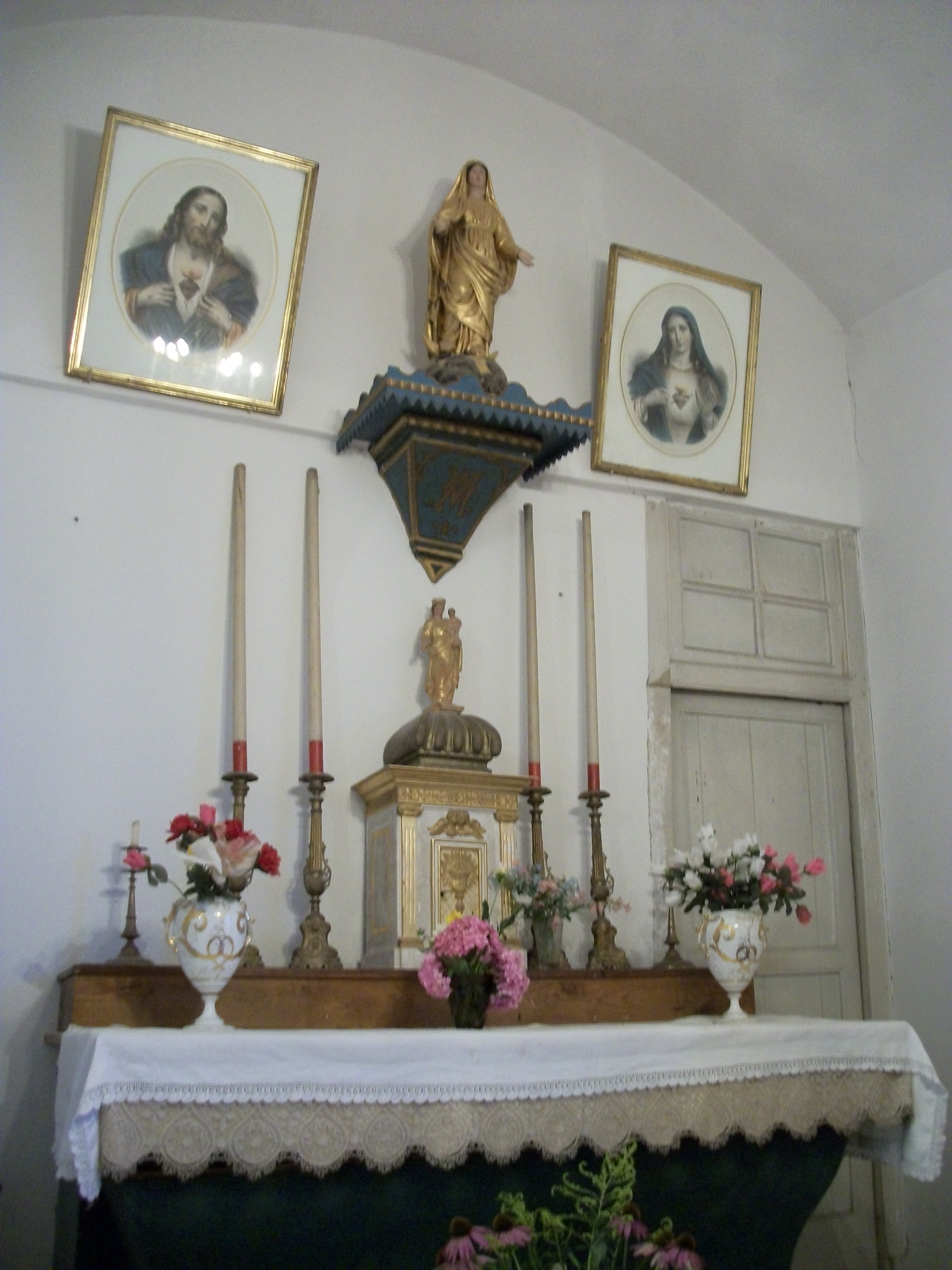
Autel et tabernacle en bois sculpté
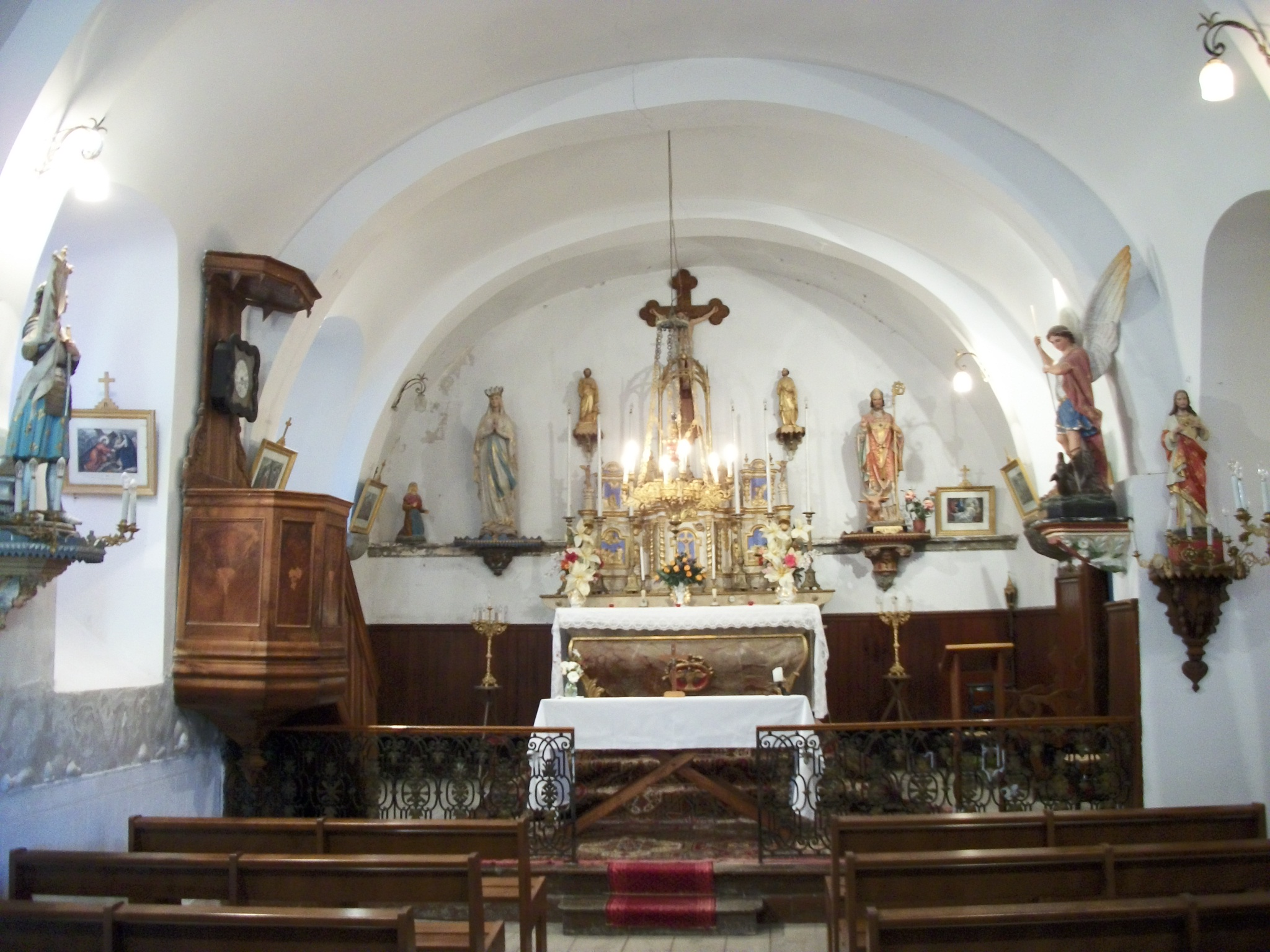
La nef et le chœur. Sur la gauche est placée la chaire
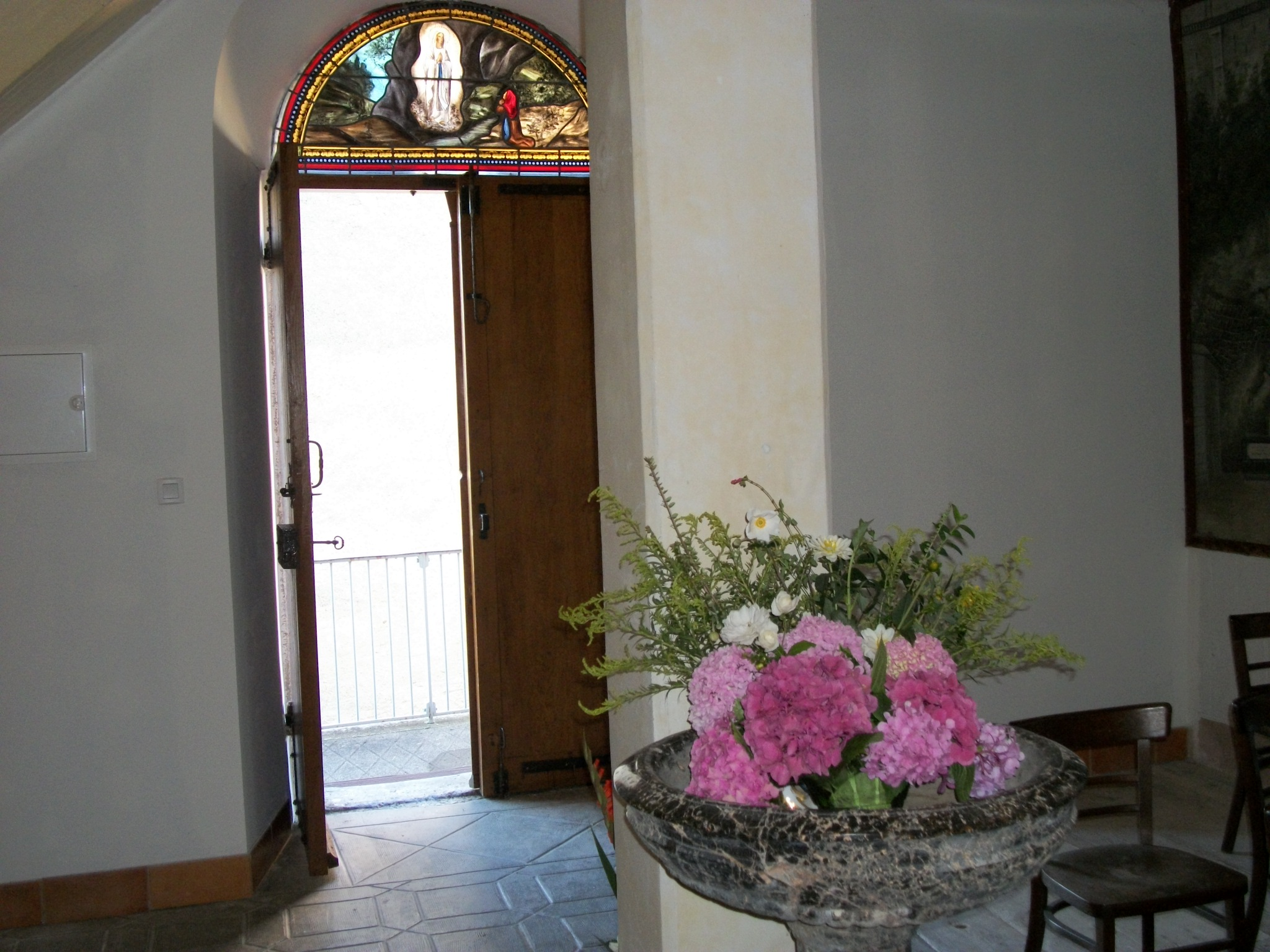
Entrée de l'église
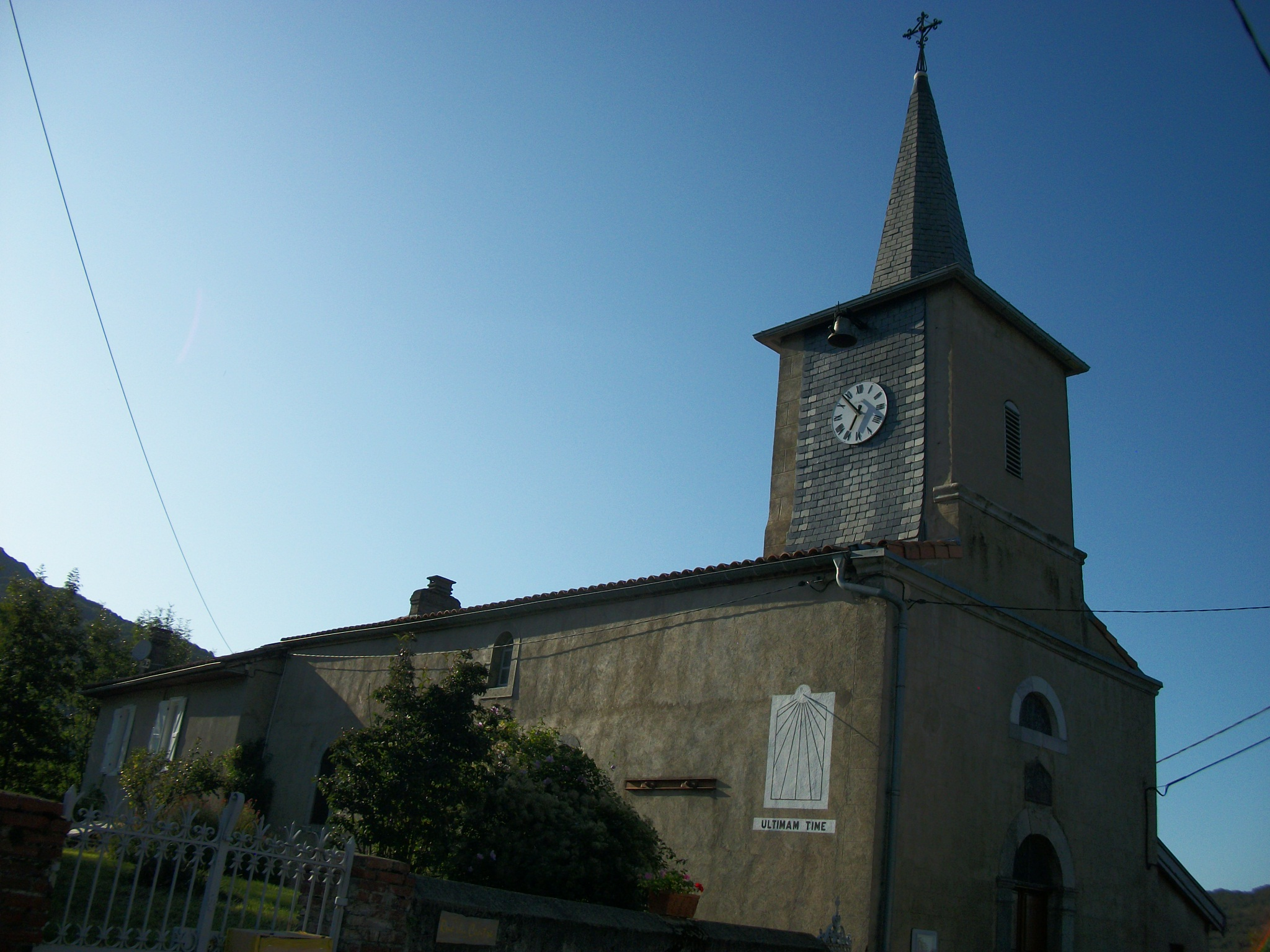